# Salix hupehensis
Salix hupehensis — вид квіткових рослин із родини вербових (Salicaceae).

## Морфологічна характеристика
Це кущ. Гілки чорно-бурі, голі; гілочки ворсинчасті. Листкова ніжка 3–5 мм, пухнаста; листкова пластинка яйцювато-ланцетна, рідше лінійно-ланцетна, 30–50 × 10–14 мм, абаксіально (низ) тьмяно-зелена, гола чи волосиста вздовж жилок, край цільний, верхівка загострена. Жіночі сережки до 40 × 4 мм.

## Середовище проживання
Хубей.